# Francisco Galán Rodríguez
Francisco Galán Rodríguez (1902- Buenos Aires, Argentina, 1971) va ser un militar comunista espanyol, que va destacar per la seva activitat durant la Guerra Civil espanyola, en la qual va participar en les files del Govern de la Segona República Espanyola. Era germà de José María Galán Rodríguez i de Fermín Galán, qui participà en la insurrecció de Jaca, i militant del Partit Comunista d'Espanya.

## Orígens
Germà de José María Galán Rodríguez i de Fermín Galán (el Màrtir de Jaca), durant la Segona República Espanyola. Galán ja havia obtingut el grau de tinent coronel retirat de la Guàrdia Civil en esclatar la Guerra Civil espanyola, mentre era instructor militar de les Milícies Antifeixistes Obreres i Camperoles (MAOC) formades pel Partit Comunista d'Espanya.
En esclatar la lluita i després de sufocar-se la revolta contra la república a Madrid, Galán és nomenat cap de la columna de milicians republicans que es dirigeix al port de Somosierra el 21 de juliol de 1936 i defensa el sector.

## Defensa de Madrid =
Afiliat al PCE, participa en l'organització del Cinquè Regiment en els primers mesos de la guerra. El 10 de novembre de 1936 acudeix a Madrid i es fa càrrec de les tropes de Pelayo Clairac Bautista, actuant en la Casa de Campo contra els atacants del bàndol sublevat que acaben d'iniciar l'ofensiva sobre la capital. El 13 de novembre és ferit, però continua en la lluita. Per la seva actuació en la defensa de Madrid obté gran popularitat i carisma dins del bàndol republicà. És ascendit a comandant a la fi de 1936.
Nomenat cap de la 22a Brigada Mixta al novembre de 1936, Galán participa en el primer atac republicà contra Terol de desembre, on és ferit i substituït. A l'abril de 1937 torna a participar amb la seva brigada en el segon atac republicà a Terol. Al maig d'aquest mateix any és ascendit a tinent coronel, i durant uns dies és el cap de la 39a Divisió.

## Front Nord
A mitjan maig és enviat per l'estat major de l'Exèrcit Popular de la República al capdavant del Nord, i el 9 de juliol es fa càrrec de la 4a Divisió Basca (després nomenada 51a Divisió) i participa en la batalla de Santander. Després de la caiguda de la Santander, Galán apareix després a Astúries al capdavant de la Divisió B (abans 51a Divisió), a l'agost de 1937, en el sector d'Arenas de Cabrales. Aconsegueix el comandament de les restes de l'estomacat XIV Cos d'Exèrcit. Poc abans que Gijón sigui presa pels franquistes el 20 d'octubre, Galán és evacuat amb la resta de caps militars i polítics de la República, tornant a la zona governamental al novembre.

## Front de l'Est
Entre el 8 i el 19 de febrer de 1938 Galán es fa càrrec de les tropes del XX Cos d'Exèrcit que defensen Terol, encara que en inferioritat de mitjans davant l'atac dels franquistes ha de retirar-se amb les seves tropes per evitar un cèrcol massiu.
Cap del XI Cos d'Exèrcit del Grup d'Exèrcits de la Regió Oriental (entre el 4 d'abril i el 30 de desembre de 1938), reorganitza la unitat després del riu Noguera Pallaresa i ataca breument el cap de pont de Tremp al maig de 1938. Quan els franquistes llancen l'Ofensiva de Catalunya, participa en la defensa primer amb el XI Cos d'Exèrcit i des del 30 de desembre amb el XII Cos d'Exèrcit. En enfonsar-se el front català, Galán es retira amb les seves tropes cap a França, creuant la frontera en els primers dies de gener de 1939. No obstant això, pocs dies després torna a la zona republicana per posar-se a ordres del govern.

## Final de la guerra
El 4 de març de 1939 el govern de Juan Negrín intenta designar caps militars menys crítics amb el règim, i nomena Galán com a Cap de la base naval de Cartagena. Això genera una forta protesta dels mariners republicans d'aquesta base, majorment simpatitzants anarquistes que rebutgen quedar sota ordres d'un cap de l'exèrcit de terra, i que a més és un destacat líder del PCE; a la seva arribada el 4 de març es produeix una revolta de la marineria republicana, que Galán no pot controlar, havent de fugir amb la flota republicana a Algèria.

## Exili
Galán s'exilia posteriorment a l'Argentina, on va romandre al marge de tota activitat política destacada dins del PCE, encara que va continuar sent membre del Partit.